# Contratto di subfornitura
Il contratto di subfornitura è il rapporto contrattuale tra un'impresa committente (talvolta detta general contractor e contrapposta al subcontractor) che ha in essere un contratto verso terzi per la fornitura di un dato prodotto - sia esso un bene o un servizio - e un'altra impresa, detta subfornitrice, cui viene demandata la produzione di quel prodotto.

## Descrizione
Nei rapporti di subfornitura, tipicamente la progettazione del prodotto da realizzarsi e la definizione delle sue specifiche tecniche sono appannaggio esclusivo dell'impresa committente, alle cui indicazioni il subfornitore sottostà completamente. Soprattutto quando il prodotto è ad alto livello tecnico, il committente fornisce al subfornitore anche le materie prime o le attrezzature (ad esempio, gli stampi) necessarie per la sua realizzazione (fabbricazione e/o collaudo), o ne impone il processo produttivo.

## Nel mondo

### Italia
L'ordinamento giuridico italiano disciplina il fenomeno della cooperazione tra le imprese e il cosiddetto decentramento produttivo - ossia l'affidamento ad imprese minori, da parte di imprese più grandi, della predisposizione di talune parti di un prodotto finale o dello svolgimento di talune fasi di un processo produttivo - con una normativa a carattere eccezionale, regolata dalla legge 18 giugno 1998, n. 192 e dal decreto legislativo 9 ottobre 2002, n. 231: senza individuare una nuova figura di contratto, tale normativa individua una fattispecie propria e introduce deroghe a numerosi principi relativi alla parte generale delle obbligazioni e dei contratti.
Per la valida stipulazione del contratto di subfornitura la forma scritta è obbligatoria ad substantiam.
È necessario che l'accordo contenga i requisiti del bene o del servizio oggetto del contratto, il corrispettivo pattuito e i termini di pagamento, i termini e le modalità di consegna e di collaudo.
La prestazione del subfornitore può consistere in un fare o in un dare, e quindi può inserirsi a seconda dei casi nel tipo dell'appalto o della prestazione d'opera o della vendita.
La disciplina vieta ogni abuso dello stato di dipendenza economica in cui possa trovarsi l'impresa subfornitrice. In particolare, il committente non può dilazionare il pagamento del corrispettivo per un termine superiore a sessanta giorni, salvo incorrere in interessi moratori che vengono applicati automaticamente.
Quando il subfornitore esegue lavorazioni o processi sul prodotto esternalizzato dal committente (le materie prime, i semilavorati, il prodotto finito a seconda), si parla di terzista: in questi casi, il negozio giuridico non è infatti la vendita, ma un altro in cui rientra la prestazione/esecuzione per conto terzi (anch'essa rientrante nella subfornitura). Montaggi, trattamenti, installazioni, trasformazioni, riparazioni, manutenzioni, tarature, ecc., eseguite su materiali e beni forniti dal cliente, o di proprietà di quest'ultimo, sono tutti esempi di lavorazioni per conto terzi, cioè eseguite dai terzisti. Nel mondo dell'industria meccanica, il classico terzista è l'impresa che effettua processi galvanici o trattamenti termici o di pulimentatura.
In alcuni casi, si utilizza la dizione "terzista" anche per designare il fornitore di particolari a disegno (ovvero su specifica, nel caso di prodotti non meccanici) dove i termini "a disegno" o su "specifica" o "su campione" sono ovviamente da riferirsi al cliente.
La Corte costituzionale, con sentenza n. 254 del 6 dicembre 2017, nel dichiarare l'infondatezza di una questione di legittimità costituzionale sollevata dal giudice di merito per contrarietà all'articolo 3 (principio di uguaglianza) e articolo 36 (diritto al giusto salario) della Costituzione, in relazione all'applicazione dell'art. 29, comma 2, D.Lgs. n. 276/2003 (cosiddetta Legge Biagi), ha esteso anche al contratto di subfornitura la portata della norma contenuta nel predetto comma. Tale norma prevede, per il committente imprenditore di "appalto di opere o di servizi", l'obbligazione in solido con l'appaltatore, nonché con ciascuno degli eventuali subappaltatori (entro il limite di due anni dalla cessazione dell'appalto) riguardo ai trattamenti retributivi dei lavoratori impiegati nell'appalto, comprese le quote di trattamento di fine rapporto, nonché i contributi previdenziali INPS e i premi assicurativi INAIL, dovuti in relazione al periodo di esecuzione del contratto di appalto (restando comunque escluso qualsiasi obbligo per sanzioni civili, per le quali risponde solo il responsabile dell'inadempimento).
Con la predetta sentenza, la corte ha dichiarato l'applicabilità del regime di solidarietà anche nell'ipotesi di contratto di subfornitura, facendo prevalere la funzione di garanzia sostanziale rispetto all'accertamento della qualificazione giuridica del rapporto di subfornitura quale species del contratto di appalto (quest'ultimo richiamato espressamente dalla norma), o quale altro autonomo rapporto negoziale (non citato dalla norma). A tal proposito, infatti, la corte ha posto in rilievo la ratio sottesa alla norma, individuata nella volontà di "evitare il rischio che i meccanismi di decentramento – e di dissociazione fra titolarità del contratto di lavoro e utilizzazione della prestazione – vadano a danno dei lavoratori utilizzati nell'esecuzione del contratto commerciale". Tale ratio "non giustifica un'esclusione (che si porrebbe, altrimenti, in contrasto con il precetto dell’art. 3 Cost.) della predisposta garanzia nei confronti dei dipendenti del subfornitore, atteso che la tutela del soggetto che assicura un'attività lavorativa indiretta non può non estendersi a tutti i livelli del decentramento".